# Pentominium
A Pentominium egy jelenleg [mikor?] építés alatt álló felhőkarcoló az Egyesült Arab Emírségekben, Dubaj városban. Az épület elkészültével 122 szintes és 618 méter magas lesz, belsejében lakások kapnak helyet. Várhatóan 2013-ban készül el, amikor is a világ második legmagasabb épülete lesz a 828 méteres Burdzs Kalifa után. Érdekessége, hogy mindössze 8 méterrel lesz magasabb a még szintén építés alatt álló Chicago Spire-nél.

## Külső hivatkozások
- Hivatalos honlap Archiválva 2011. február 7-i dátummal a Wayback Machine-ben